# G. Wiley
G. Wiley (1899) è stato un calciatore inglese, di ruolo portiere.

## Carriera

### Nazionale
Venne convocato nella Nazionale britannica che disputò i Giochi olimpici del 1920 ma disputò neanche una partita.